# مری بارا
مری بارا (به انگلیسی: Mary Barra) (زاده ۲۴ دسامبر ۱۹۶۱) کارآفرین و مدیر ارشد اجرایی آمریکایی است، که از ۱۵ ژانویه ۲۰۱۴، به‌عنوان مدیر عامل اجرایی شرکت جنرال موتورز فعالیت می‌نماید. بارا نخستین زنی می‌باشد که به ریاست یکی از خودروسازان اصلی منصوب شده‌است. در تاریخ ۱۰ دسامبر سال ۲۰۱۳، ژنرال موتورز وی را به عنوان جانشین دنیل آکرسون برای دست‌یابی به این مقام معرفی کرد. پیش از انتصاب به عنوان مدیر عامل، مری بارا به عنوان معاون اجرایی توسعه جهانی محصولات، سفارش‌ها و همین‌طور چرخه تأمین در این شرکت به فعالیت می‌پرداخت.
بارا متولد رویال اوک، میشیگان است. هر چند، والدین او از نژاد فنلاندی‌تبار هستند. پدر وی ۳۹ سال در شرکت پونتیاک که از زیرمجموعه‌های جنرال موتورز به‌شمار می‌آید، مشغول بکار بود. بارا نیز از ۱۸ سالگی به جنرال موتورز پیوست. او مدرک کارشناسی‌اش را از انستیتوی جنرال موتورز (که امروزه دانشگاه کترینگ نام دارد) اخذ نمود. سپس در سال ۱۹۸۸ با بورسیه جنرال موتورز، وارد دانشگاه استنفورد شد و در ۱۹۹۰ در رشته ام‌بی‌ای فارغ‌التحصیل گردید. مری بارا در ماه ژانویه ۲۰۱۴ از سوی هیئت مدیره جنرال موتورز، به ریاست این شرکت انتخاب شد و جانشین دنیل آکرسون گردید. وی در سال ۲۰۱۷ از سوی مجله فوربز در فهرست قدرتمندترین‌های جهان، در رتبه ۶۲ قرار گرفت.